# Resa (Andosilla)
Resa, situado dentro del término municipal de Andosilla (Navarra), es hoy en día un importante yacimiento arqueológico. Desde 2018 se están llevando a cabo excavaciones promovidas por el Gobierno de Navarra, el Ayuntamiento de Andosilla, la Sociedad de Ciencias Aranzadi, estudiantes universitarios y voluntariado local. Josu Narbarte, miembro de la Sociedad de Ciencias Aranzadi, es actualmente el director de la excavación.

## Historia
La fecha exacta de su fundación es desconocida, aunque se sabe que ya estaba habitado durante la dominación musulmana. Sobre 908, Sancho Garcés I de Pamplona incorporó toda esta comarca a su incipiente reino tras arrebatársela a la familia muladí de los Banu Qasi de Tudela (Navarra), quienes eran vasallos de los Omeyas de Córdoba. Con el tiempo, el pueblo se convirtió en un importante bastión defensivo del reino pamplonés, primero frente al Islam y después frente a Castilla. En 1350, tras perder su relevancia estratégica, sufrir varias epidemias de peste y desprendimientos de piedras sobre las casas, quedó prácticamente deshabitado. En esa fecha, solo vivía una familia en el lugar: la de Juan Jiménez de San Adrián. Ese mismo año, los vecinos de Andosilla compraron parte de su término municipal al rey Carlos II de Navarra, excepto el soto y las salinas. Las rentas del soto y de las salinas se las concedió en 1414 Carlos III de Navarra a Pierres de Peralta. Resa, que posiblemente estuvo amurallado, tuvo dos iglesias, Santa María y San Esteban, situadas a ambos extremos del núcleo urbano, un castillo, cuya verdadera naturaleza es debatida ya que podría haber sido simplemente un conjunto de cuevas fortificadas, y un puente sobre el río Ebro, del cual aún quedaban vestigios a mediados del siglo XVII, según el relato del jesuita e historiador, José de Moret, que visitó la zona en esas fechas.
Según informaba Julio Altadill, la Corona navarra poseía el lugar desde el reinado de Sancho el Fuerte, adquirido mediante el pago de treinta mil sanchetes, a Rodrigo Díaz de los Cameros y su esposa Aldonza que los habían obtenido, a su vez, del rey Alfonso VIII de Castilla que lo había mantenido en rehenes (año 1179) de paz, según acuerdo alcanzado con Sancho el Sabio.

## Toponimia
Se desconoce la etimología de la palabra Resa. A lo largo de su historia, el pueblo ha tenido diferentes denominaciones: Arrezo, Arreza, Aresa, Areso o Ressa, entre otras.

## El yacimiento arqueológico
El yacimiento se asienta entre dos unidades geomorfológicas bien definidas. Por un lado, se encuentra enmarcado por el relieve producido por las rocas del anticlinal de Sartaguda, un pliegue de hasta 406 m s. n. m., orientado de noroeste a sudeste y formado por rocas sedimentarias miocenas entre las que destacan yesos, arcillas, areniscas y calizas. 
Por otro lado, limita con el río Ebro, entre cuyos meandros se abre una serie de terrazas fluviales de cronología pleistocena y holocena, formadas por gravas poligénicas y arenas y arcillas en proporciones variables, con clastos de calizas, cuarcitas, areniscas y microconglomerados, localmente cementados por carbonatos. Entre las distintas terrazas, se documentan también varios meandros y cursos abandonados, con características litológicas similares. 
En el marco de Resa se distinguen, atendiendo a la nomenclatura operante en la sección de Arqueología del Gobierno de Navarra, dos yacimientos diferenciados:
- El yacimiento Resa-1 abarca el denominado "cementerio de los moros”, un amplio canchal (depósito de coluviones en la base del anticlinal) situado sobre la amplia terraza fluvial conocida como La Veguilla. El yacimiento se encuentra en el límite del espacio inundable durante los periodos de recurrencia de cincuenta años. Los trabajos arqueológicos realizados hasta la fecha se han centrado principalmente en esta área, definiéndose dos sectores de excavación: el sector 1/100, situado en un punto elevado del canchal a una altitud aproximada de 320 m s. n. m. (iglesia, lagar y tumbas); y el sector 1/200, localizado a unos cincuenta metros de la anterior, sobre la superficie de La Veguilla a una altitud aproximada de 305 m s. n. m. (villa romana).[5]

- El yacimiento Resa-2 abarca un conjunto de cuevas abiertas en la pared rocosa miocena con un control privilegiado sobre el valle del Ebro. Entre ambas zonas, las vegas del Ebro están actualmente dedicadas a cultivos intensivos de regadío, aunque perduran aún algunos fragmentos de sotos y áreas arboladas, especialmente en los puntos más cercanos al Ebro. En el momento en que arrancaron los trabajos, el yacimiento Resa-1 se encontraba fuertemente afectado por la extracción mecánica de tierras con el objetivo de reforzar las defensas del Ebro, realizada entre 1975 y 1977. Estas operaciones habían supuesto la apertura de una amplia trinchera en el canchal, en cuyo cantil quedaron expuestos restos de varios enterramientos dentro de una secuencia estratigráfica de gran potencia. dicha trinchera sirvió como referencia para la realización de los primeros trabajos a partir de 2019.

## Los descubrimientos

### La villa romana
La villa romana se encuentra situada a 1,70 metros de profundidad. Es una edificación de época del Alto Imperio romano (siglos I-II d. C.), probablemente un centro productivo agrícola que, además, se encontraba próximo a la ciudad de Calagurris (Calahorra, La Rioja). Los restos encontrados están formados por un gran muro que alterna fábrica de mampuestos con sillares ciclópeos. Perpendicularmente tiene adosado un muro de fábrica de mampostería, de peor calidad y dimensiones menores. El muro principal presenta una alineación este-oeste. Su desarrollo hacia el este fue destruido por las remociones de tierras aportadas a las defensas del río Ebro a finales de los setenta del siglo pasado. Por el oeste se inserta por el cantil. Se desconoce hasta donde se prolonga. El muro perpendicular es de peor factura y su cimentación se sitúa a cotas superiores. Asociados a estos restos constructivos se han documentado depósitos con fragmentos de tégulas, ímbrices y ladrillos. También, se han documentado unos pocos restos de vasijas, de sigilata hispánica, así como algunos restos óseos de fauna doméstica. Estos depósitos se sitúan a ambos lados del gran muro, a una cota similar y marcan el nivel correspondiente al abandono del uso de dichas construcciones. Estas estructuras forman parte de una edificación o conjunto de edificaciones cuyos restos también fueron destruidos por las remociones. Los grandes bloques ciclópeos de arenisca dispersos por el entorno formaban parte de esta realidad. De momento, no se va a continuar excavando en este lugar.

### La iglesia
La iglesia es una de las dos que tuvo Resa, posiblemente la dedicada a Santa María. Se encuentra situada en el centro del promontorio sobre el que se asienta el yacimiento y es el elemento más importante excavado hasta el momento. La información recabada hasta el momento permite afirmar que el edificio corresponde a una iglesia prerrománica de planta basilical con cabecera única de planta semicircular y separadas ambas por un coro o presbiterio. Está construida en mampuestos de tamaño irregular fabricados con materiales procedentes del lugar y unidos con fragmentos de mortero elaborados también con yeso. Al ser estos componentes muy erosionables, debió de exigir continuas labores de mantenimiento, en particular el enlucido de los muros. El cuerpo principal forma una nave rectangular de 9,32 metros de longitud y 5,39 metros de anchura, formando muros de 45-50 centímetros de grosor. Los muros norte y oeste forman entramados continuos sin trazas de aberturas. El muro sur presenta un hueco en su parte central, en la que se ha colocado una gran losa de yeso que hace las veces de umbral de acceso hacia el interior. En la parte exterior del muro se extiende un pavimento de lajas y piedras de sección alargada, posiblemente correspondiente a un espacio porticado frente al acceso al edificio. El muro este, que separa la nave de la cabecera del edificio, presenta una abertura en su parte central, a cuyos lados se han colocado dos bloques recubiertos de argamasa, dispuestos de forma longitudinal a modo de bancos corridos. Entre el derrumbe del edificio se han localizado dos grandes pilares monolíticos, realizados en yesos, probablemente las jambas de una portada monumental que coronaba esta abertura. Uno de ellos presenta dos hendiduras hacia la mitad de su altura que originalmente debieron de servir para encajar una cancela con funciones litúrgicas. Tanto el interior como el exterior de la nave presentan evidencias de haber sido recubiertos con un enlucido de yeso, tanto en las paredes interiores como, al menos parcialmente, en las exteriores, donde se conservan las marcas del encofrado. Un fragmento de carbón englobado en el enlucido interior ha proporcionado una datación situada entre la segunda mitad del siglo XI y el primer cuarto del XIII. La cabecera está formada por dos espacios: un coro o presbiterio rectangular y un ábside semicircular de planta ligeramente en herradura. En el coro, el pavimento estaba compuesto por una mezcla de yeso y tierra batida, apoyado sobre un zócalo que se extiende por todo el edificio. También, se ha identificado un pequeño "murete" en el muro este de la nave, además de numerosos sillares y pilares que parecen haber formado parte de una estructura ornamental, posiblemente arcos interiores. Estos elementos, realizados en yeso, refuerzan la idea de que el interior de la iglesia tenía un diseño más elaborado. El ábside conserva en buen estado su nivel de uso, donde destaca un entramado central compuesta por bloques de yeso unidos con argamasa, interpretada como los restos de un altar. Este ara, a diferencia de lo habitual, no se apoya directamente contra el muro perimetral del ábside. También, se ha identificado otra estructura formada por tres sillares de yeso superpuestos, que podría haber funcionado como un pilar auxiliar. Entre los escombros del derrumbe de los muros perimetrales, que cubren casi todo el interior del edificio, se han encontrado fragmentos de cerámica torneada, de tonos grises y anaranjados, algunas con esmaltes verdes y melados. En la parte norte, un fragmento del muro aparece como un solo bloque derrumbado. Estas características subrayan la complejidad y la riqueza arquitectónica de la iglesia, confirmando su relevancia dentro del yacimiento.

### El lagar
El lagar es de época medieval y se caracteriza por una solera y paredes elaboradas en un mortero de cal o yeso de gran finura. La estructura presenta una planta rectangular, con el orificio y el canal de desagüe en excelente estado de conservación, que conducen, a través de una piedra vertedera, hasta la pila destinada a recoger el mosto. El lagar se encuentra en el contexto de la necrópolis, lo que sugiere una estrecha relación entre la actividad agrícola y el entorno funerario de la época.

### La necrópolis
En la necrópolis se han identificado hasta el momento cuarenta y dos tumbas, de las cuales treinta y siete presentan algún tipo de entramado. Esto indica que el espacio funerario no se limitaba únicamente a los alrededores de la iglesia sino que abarcaba una zona más extensa. Durante las intervenciones se han documentado quince sepulturas, de las cuales doce han sido exhumadas por completo. Entre estas, cuatro son simples fosas, otras cuatro presentan formas antropomorfas y tres cuentan con estructuras de lajas compuestas por bloques planos de piedra que recubren las paredes de la fosa. De las trece tumbas mejor conservadas, once mantienen cubiertas formadas por lajas planas, independientemente del tipo de fosa. Estas cubiertas suelen estar compuestas por entre dos y cuatro lajas, dependiendo de la longitud de la sepultura. En dos de las tumbas se han hallado fragmentos de madera que probablemente corresponden al ataúd o a las parihuelas utilizadas en el enterramiento. En las doce sepulturas excavadas se ha recuperado un mínimo de dieciséis individuos. En la mayoría de los casos se encontró un único cuerpo, aunque en una tumba aparecieron dos individuos y en otra hasta cuatro. También, destacan dos sepulturas que contenían únicamente material antropológico en posición secundaria. Un caso notable es un enterramiento doble que albergaba a una mujer joven junto con un feto de entre treinta y cinco y treinta y ocho semanas de gestación. El embrión habría sido colocado entre los fémures, envuelto en tela, sugiriendo que podría tratarse de su madre. Se ha estimado el sexo de ocho adultos: cuatro mujeres y cuatro hombres. También, se ha calculado la estatura de cuatro de ellos: aproximadamente 1,50 metros en las mujeres y 1,68 metros en los hombres. Las patologías más comunes incluyen desgaste dental, caries y problemas articulares, especialmente en la columna vertebral. Los análisis han permitido establecer la secuencia cronológica del asentamiento medieval, que abarca desde el siglo VI hasta el XIII. La fecha inicial de la necrópolis es notablemente anterior a las primeras referencias documentales. Parece claro que la mayoría de los entierros se produjeron entre los siglos XI y la primera mitad del XIII, coincidiendo con el periodo de mayor relevancia documentada de la iglesia.

### Las cuevas
Se han inspeccionado las trece cuevas ubicadas en el cortado y que sirvieron de refugio en momentos de asedios. Aunque no se han encontrado inscripciones ni restos significativos, sí se ha documentado la presencia de yeso. Una de las cavidades conserva restos de mampostería en su entrada, junto con semillas, principalmente de gramíneas. Además, aún es visible una línea de saeteras y los vestigios de una estructura que parece haber sido una torre semicircular, aunque en muy mal estado de conservación. Todas las cuevas están alineadas y se sitúan a una altura de 30 metros sobre el nivel del suelo. Según los registros históricos, ya se encontraban abandonadas en 1380.

## Sancho Garcés I de Pamplona
El rey Sancho Garcés I de Pamplona murió en Resa el 10 de diciembre de 925 (festividad de santa Eulalia de Mérida en el santoral católico) al despeñarse con su caballo. Contaba con unos cincuenta años de edad y había reinado veinte años. Así narra el cronista hispanomusulmán, Ibn Hayyan, su muerte en el Muqtabis:

En este año llegó la noticia de la muerte del tirano Sancho, rey de los vascones, en Pamplona, país enemigo que Dios destruya, tras la crucifixión del cadáver de Sulayman b. 'Umar b. Hafsun, a quien era similar en su perjuicio a los musulmanes y con quien coincidió en el trance mortal. Fue causa de su muerte que, al regresar de una campaña contra una nación enemiga a sus espaldas, victorioso y con botín, al llegar a su país y ver todas las preseas y cautivos que Dios le había otorgado, le entró una petulante euforia en medio de la cual lanzó su caballo al galope, hasta que le llevó a una sima que desconocía, donde se metió desbocado, arrojándolo a su profundidad y haciéndolo caer destrozado: de allí lo sacaron muerto. Dios lo maldiga, con lo que fue la alegría doble, y la gracia, inmediata.
Ibn Hayyan, al-Muqtabis

La Crónica Albeldense, escrita a finales del siglo X por el monje Vigila y sus discípulos, Sarracino y García, cuenta que se le dio sepultura en el pórtico de San Esteban, sin especificar donde se encontraba dicho lugar. El desaparecido historiador aragonés, Antonio Ubieto, afirmaba que este lugar era San Esteban de Resa. Durante años, cada 10 de diciembre, se celebraron en la iglesia de San Esteban de Resa misas por el alma del rey y concilios con la asistencia de la familia real pamplonesa, incluida la reina Toda y su hijo García Sánchez I, obispos, nobles y otros testigos.

## Galería

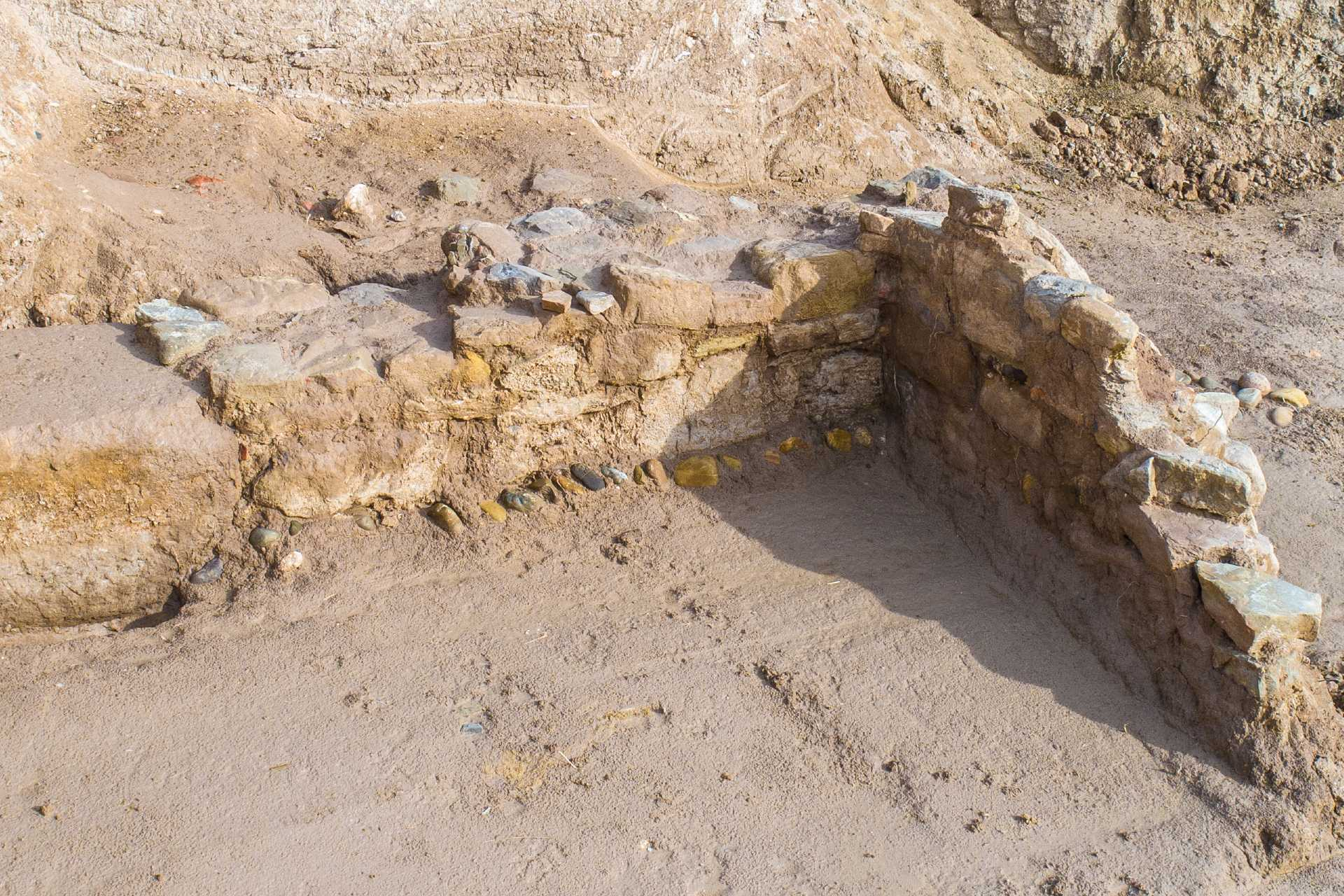
Restos de la villa romana
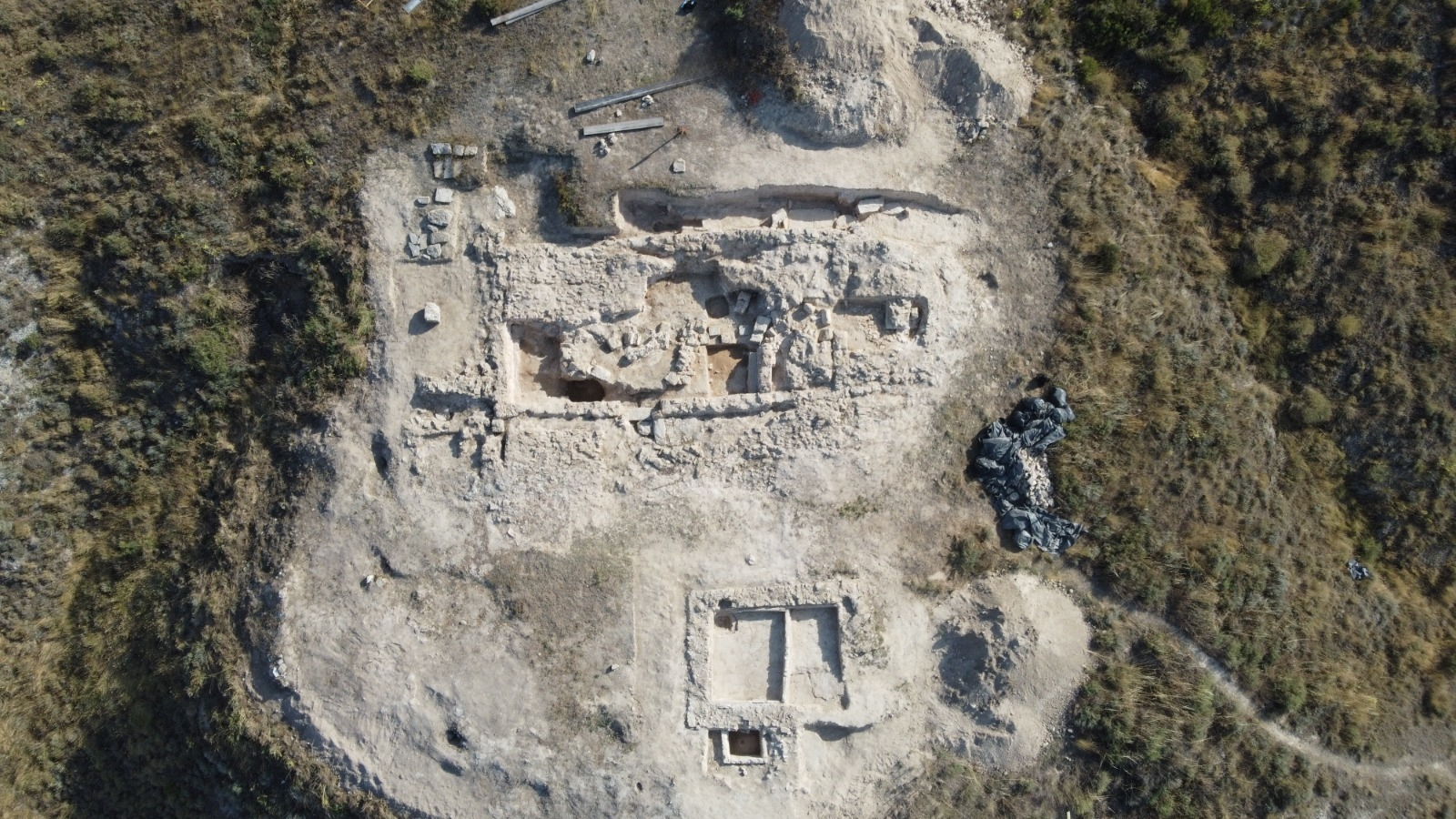
Planta de la iglesia y el lagar
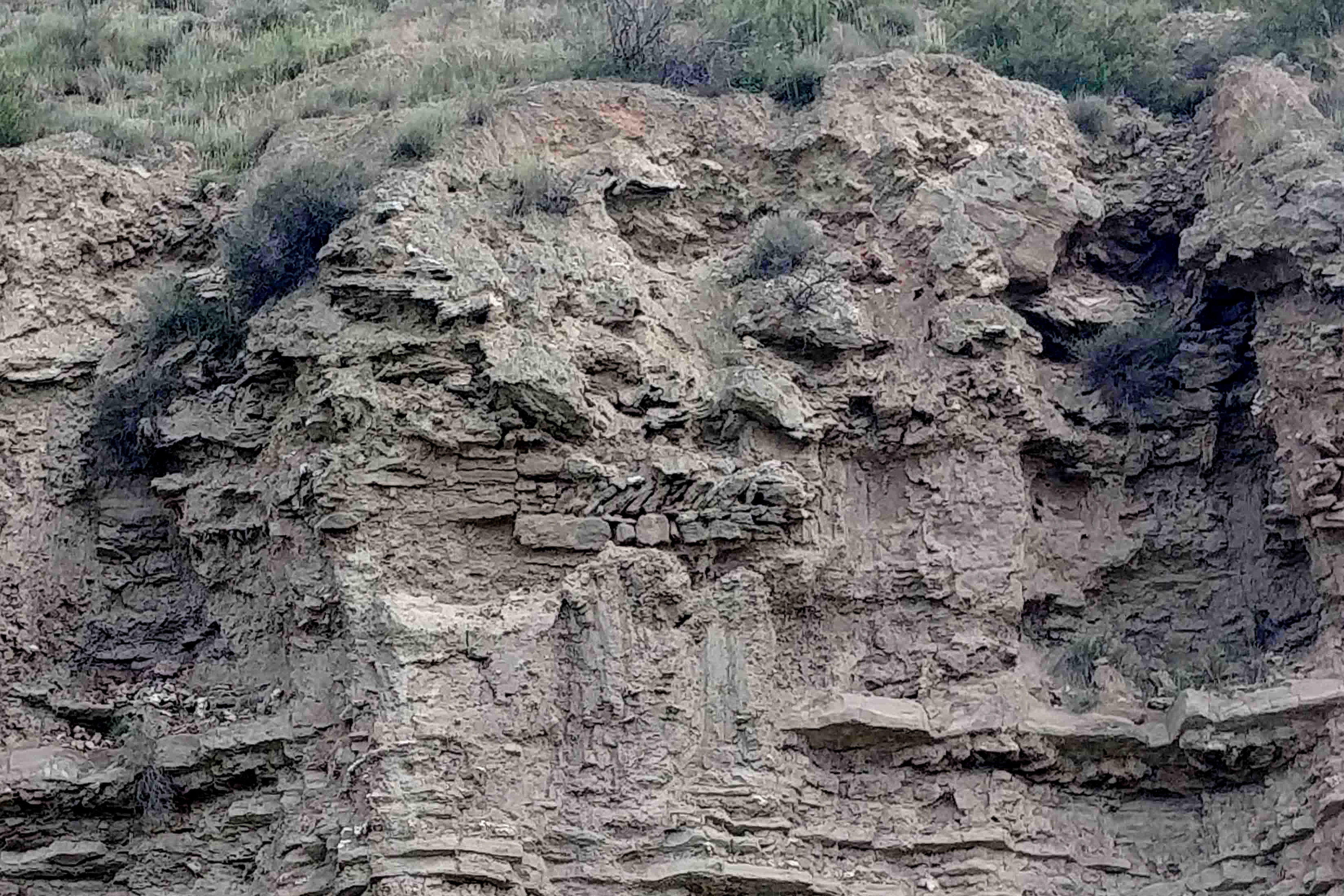
Restos de una edificación
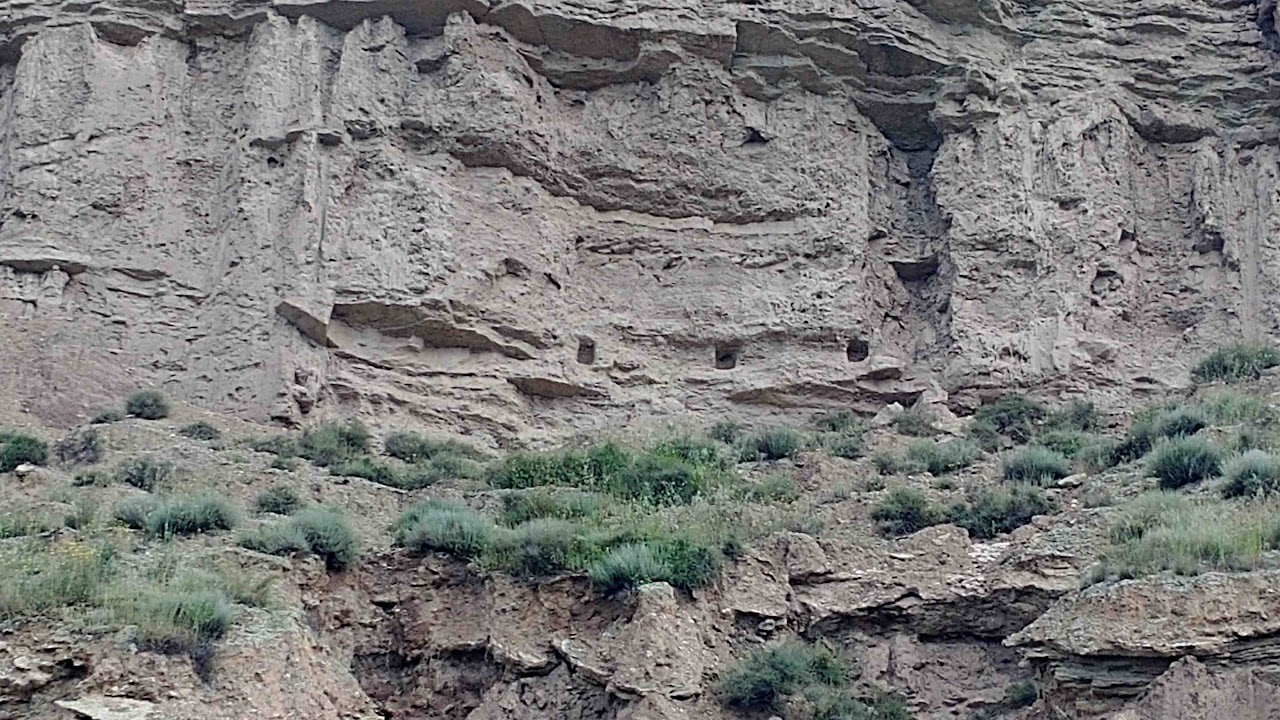
Restos de mechinales
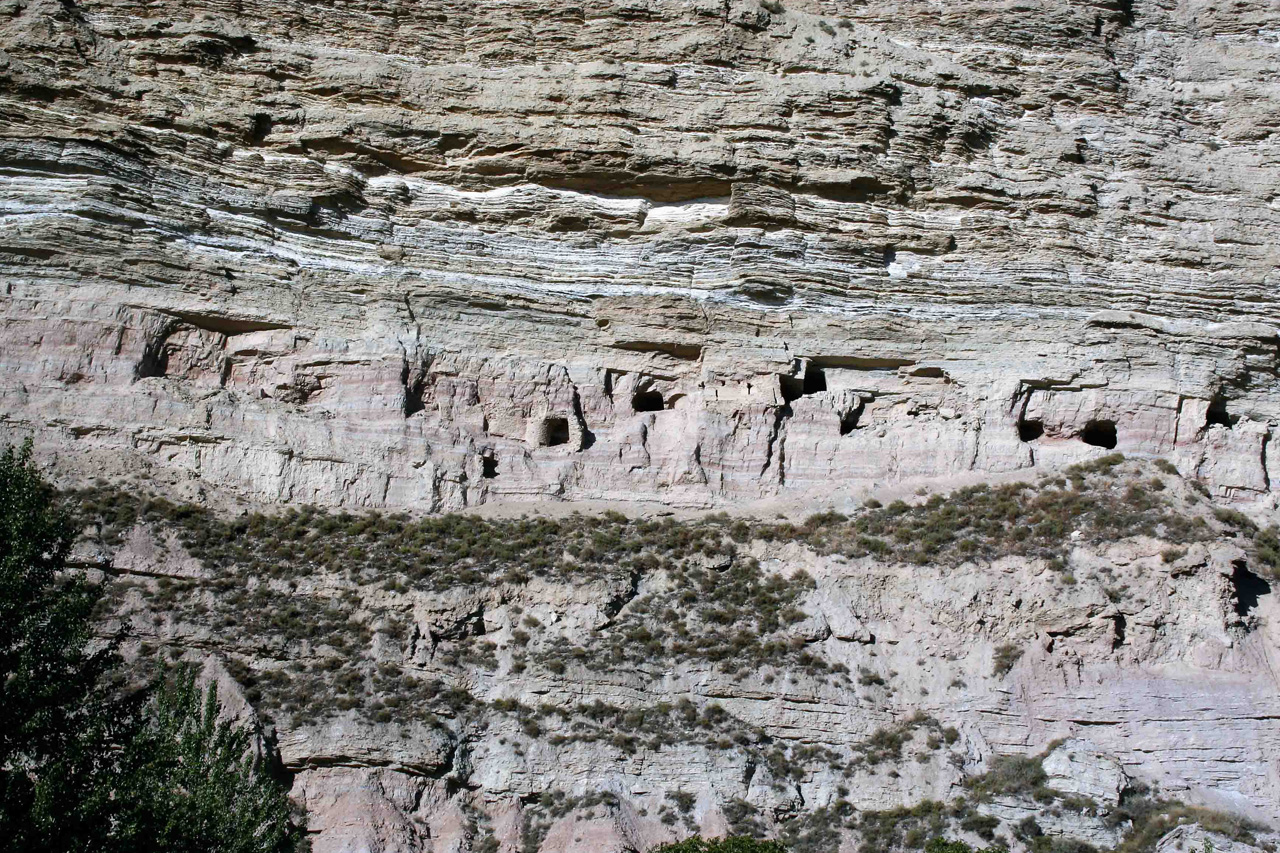
Cuevas
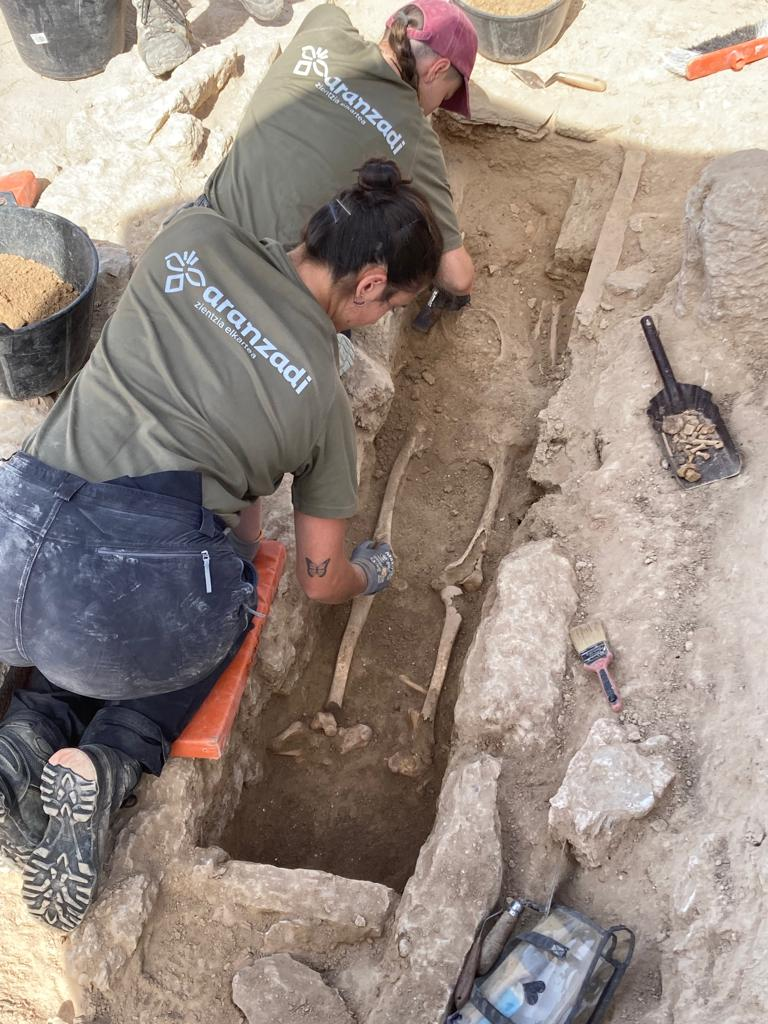
Exhumación
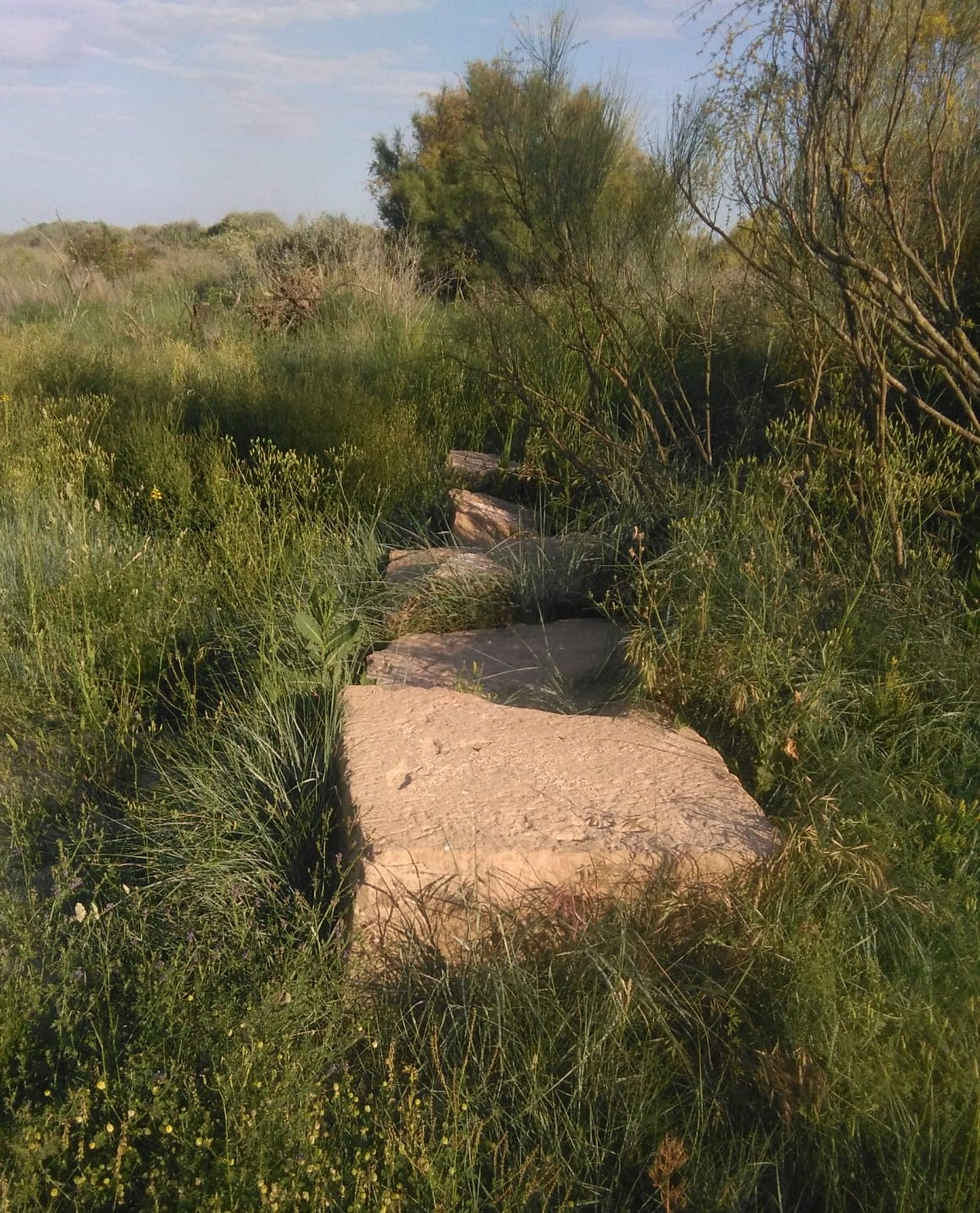
Sillares